# Hippodrome de Sarrebruck
L'hippodrome de Sarrebruck se trouve à Güdingen en Allemagne.